# Sandvig (Als)
Sandvig är en vik i Danmark. Den ligger i Region Syddanmark, i den södra delen av landet. Viken har anslut till Als Fjord.